# PGNiG

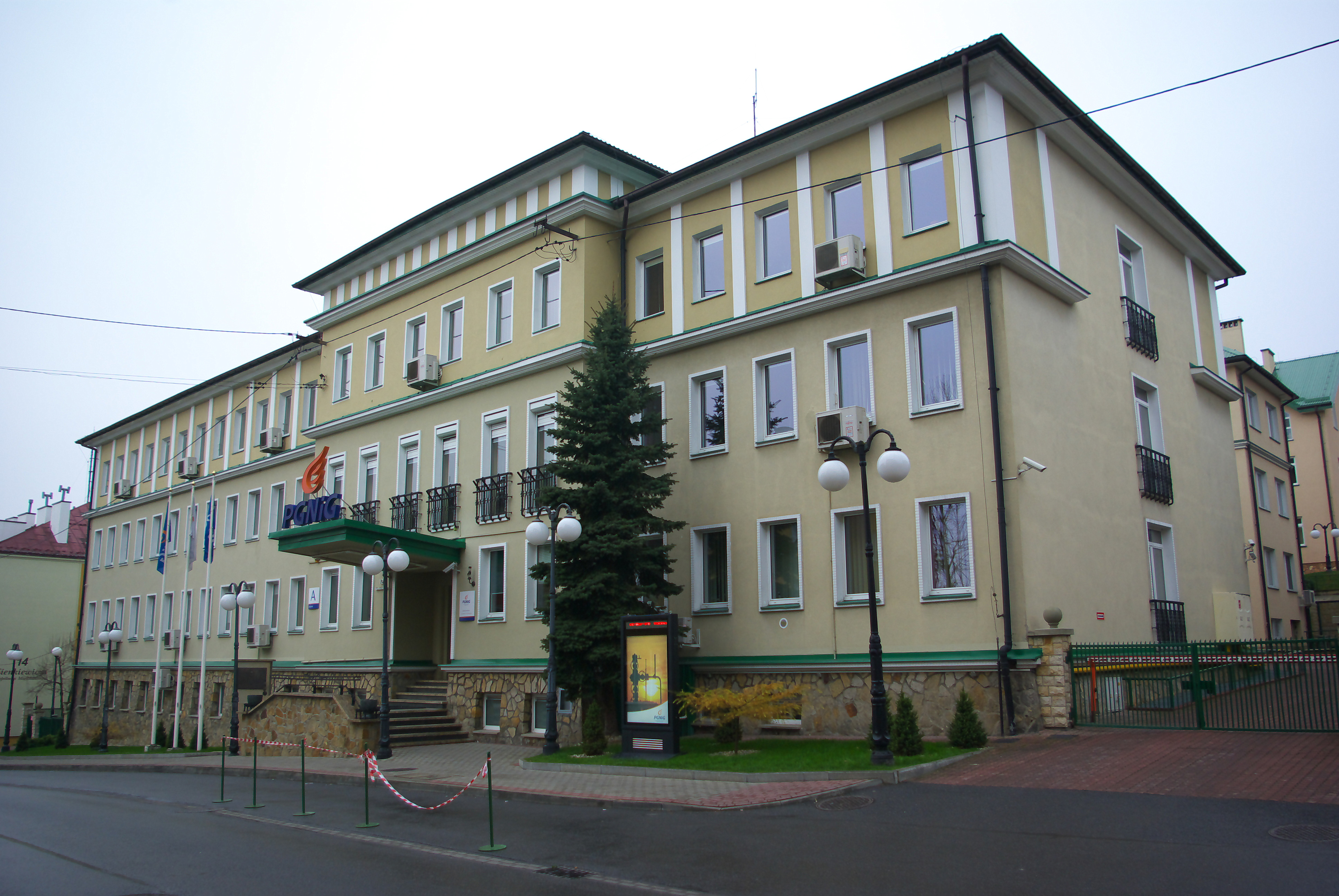
Офис компании в городе Санок

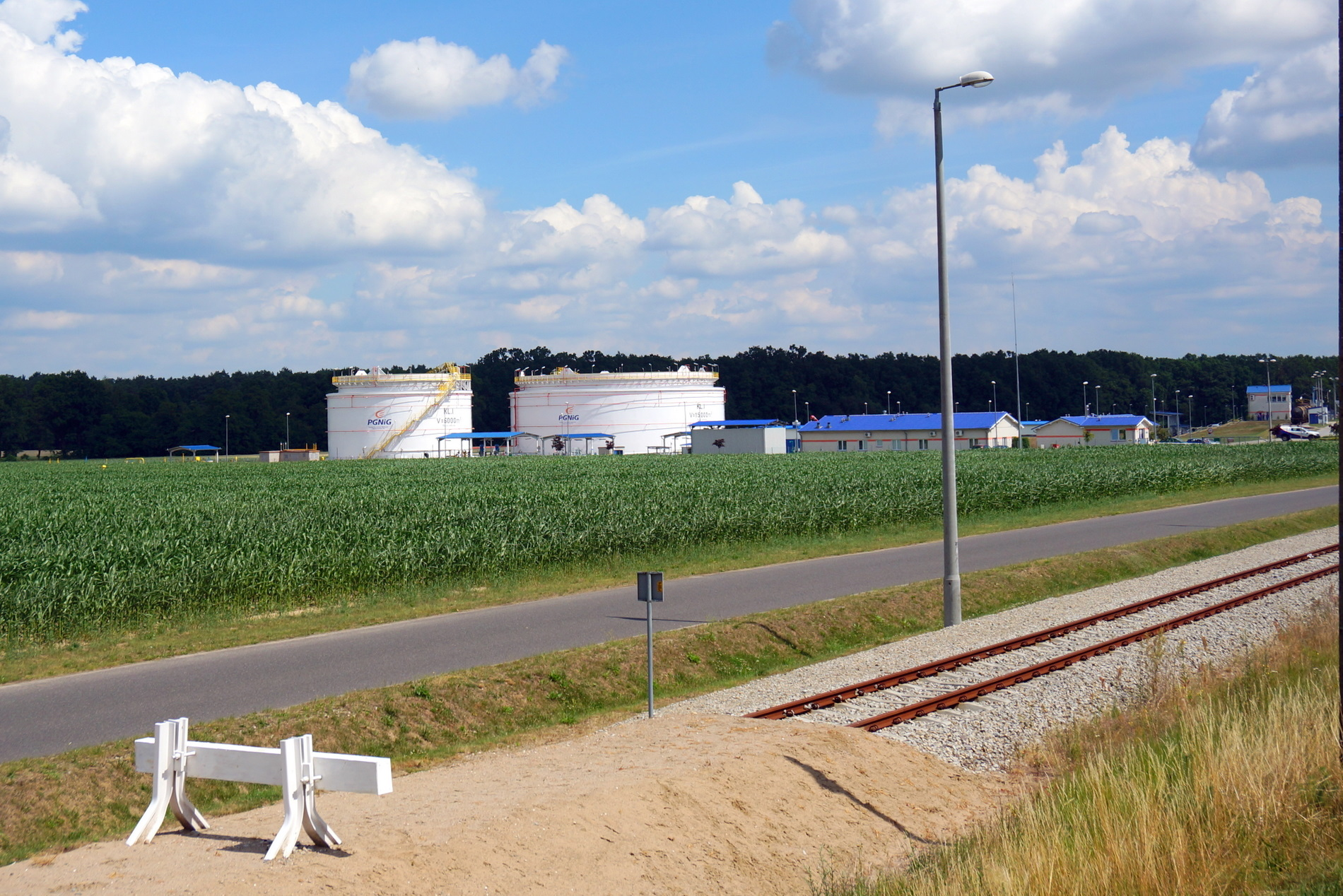
Отделение компании в Вежбно (Люблинское воеводство)

PGNiG, полное название Polskie Górnictwo Naftowe i Gazownictwo (с пол. — «Польская добыча нефти и газа») — бывшая государственная нефтегазовая компания Польши, занимающаяся добычей природного газа и нефти, а также хранением и продажей. Основана в 1976 году. Является одной из крупнейших компаний, имеющих листинг акций на Варшавской фондовой бирже; один из лидеров рейтинга 500 крупнейших польских компаний. В списке крупнейших компаний мира Forbes Global 2000 за 2022 год заняла 845-е место (663-е по размеру выручки, 719-е по чистой прибыли, 1285-е по активам и 1786-е по рыночной капитализации).
72 % акций PGNiG принадлежит государству.

## История
В 1976 году было основано Объединение горной нефтегазодобычи (пол. Zjednoczenie Górnictwa Naftowego i Gazowniczego), сокращённо ZGNiG как результат слияния объединенией по нефтяной и газовой добыче. 1 сентября 1982 по распоряжению Министерства горных дел и энергетики ZGNiG был преобразован в PGNiG — государственное предприятие. Предприятие имело многоступенчатую структуру: в её состав входил 61 самоуправляющийся отдел.
30 октября 1996 года PGNiG был преобразован в акционерное общество, и владельцем части акций стало государство. В состав компании входили шесть предприятий по добыче газа в Гданьске, Познани, Тарнуве, Варшаве, Вроцлаве и Забже. В 2000 году были открыты региональные отделения компании, подчинявшиеся головному офису в Варшаве. В 2003 году шесть газовых дочерних компаний были отделены от материнской компании вместе с ещё 23 предприятиями, а в 2004 году PGNiG стал закрытым акционерным обществом, которое отвечало за транспортировку газа на территории Польши.
В 2020 году компания значительно увеличила свои финансовые показатели. Так, прибыль без учёта налогов и выплаты дивидендов (EBIT) составила 9,59 млрд польских злотых ($ 2,39 млрд), а чистая прибыль — 7,34 млрд злотых ($ 1,83 млрд) (в четыре и пять раз больше, чем в 2019 году); две трети в прибыли — компенсация «Газпрома» (Польша оспаривала в Стокгольмском арбитраже цену российского газа, который получает с 2014 года и в начале 2020 года арбитры назначили компенсацию PGNiG в 1,5 млрд долл. (6,2 млрд злотых)).

## Деятельность
Основные подразделения по состоянию на 2021 год:
- Геологоразведки и добыча — поиск и разработка месторождений нефти и природного газа в Польше и других странах (совместные предприятия в Норвегии и Пакистане); выручка 4,4 млрд злотых;
- Торговля и хранение — торговля газом и электроэнергией, управление подземными газохранилищами в Польше и Украине; выручка 57,8 млрд злотых;
- Распределение — управление газораспределительными сетями; выручка 5,3 млрд злотых;
- ТЭЦ — управление тепловыми электростанциями, производство электроэнергии и тепла; выручка 2,4 млрд злотых.

Выручка за 2021 год составила 70 млрд злотых, из них 55 млрд пришлось на внутренний рынок; из зарубежных рынков наибольшее значение имеют Нидерланды, Германия и Великобритания. По категориям продукции 55 млрд пришлось на природный газ, 5,1 млрд — на газо- и теплоснабжение, 3,6 млрд — на электроэнергию, 2,5 млрд — на нефть и нефтепродукты.
Доказанные запасы углеводородов на конец 2021 года составляли 1,08 млрд баррелей. За год компанией было добыто 1,4 млн тонн нефти и газового конденсата и 5,4 млрд м³ природного газа; импорт природного газа составил 16,1 млрд м³ (60 % — из России).